# Ópera (stanice metra v Madridu)
Ópera (plným názvem španělsky Estación de Ópera; otevřena jako Isabel II, během španělské občanské války Fermín Galán) je stanice metra v Madridu. Nachází se pod náměstím Plaza de Isabel II v centru města, mezi náměstími Puerta del Sol, Plaza Mayor a Královským palácem. Náměstí je pojmenováno po budově madridské opery (Teatro Real), která stojí na náměstí. Ve stanici se kříží linky metra 2, 5 a Ramalu, který zde končí. Stanice leží v tarifním pásmu A a je bezbariérově přístupná.

## Historie
V roce 1923 byla společnosti madridského metra udělena koncese na výstavbu prodloužení linky 2 ze stanice Sol do stanice Quevedo (přes stanici Ópera). Výstavba byla zahájena 11. září téhož roku. Stanice byla otevřena 27. prosince 1925, již od počátku byla přestupní, neboť se z ní oddělovala krátká linka Ramal – R (česky větev), spojující centrum města s železniční stanicí Norte (dnešní stanice Príncipe Pío).
Po pádu monarchie a vyhlášení republiky byl změněn název připomínající královnu Isabelu II. na neutrální Operu. V červnu 1937 došlo z ideologických důvodů k opětovnému přejmenování stanice na Fermín Galán, název byl vrácen na Óperu v roce 1939.
Před otevřením linky 5 měla stanice jinak orientovaný výstup – rovnoběžný s ulicí Arenal; dnes je k ulici kolmý. 5. června 1968 byl otevřen první úsek linky 5, který vedl ze stanice Callao do stanice Carabanchel a jednou ze stanic byla právě Ópera.
V letech 2003 a 2004 byly ve stanici opraveny stěny a klenby, v roce 2011 pak byla dokončena rekonstrukce, při níž byl rozšířen vestibul (ze 114 na 821 m²), vybudován výtah a eskalátory a zpřístupněno muzeum studny Fuente de los Caños del Peral, která byla objevena během výstavby stanice.

## Popis

Plánek autobusových linek v okolí

Nástupiště linky 2 se nacházejí poměrně mělko ve směrovém oblouku napříč náměstím ve směru ulic Arenal a Arrieta. Jediné nástupiště Ramalu je k této lince tečné a leží u jižního okraje náměstí ve směru ulic Arenal, Vergara a Carlos III. Nástupiště linky 5 leží ve větší hloubce ve směru ulic Escalinata a Campomanes, kolmo na ostatní nástupiště. Stěny nástupišť linky 3 jsou obloženy Vitrexem světle zelené barvy, u ostatních má barvu bílou.
U stanice zastavují autobusy linek 25, 39 a 500.

## Fotogalerie

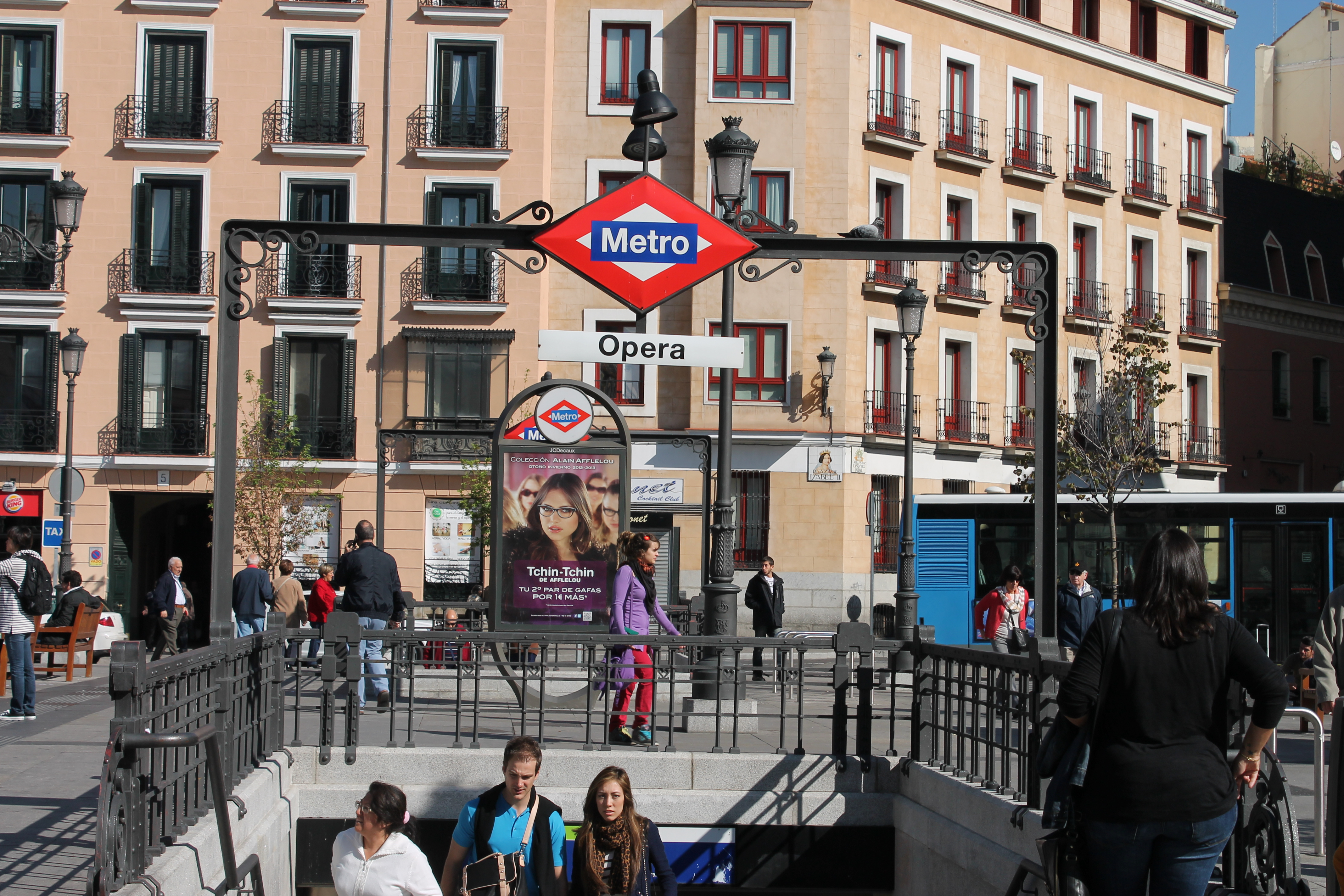
Vstup do stanice
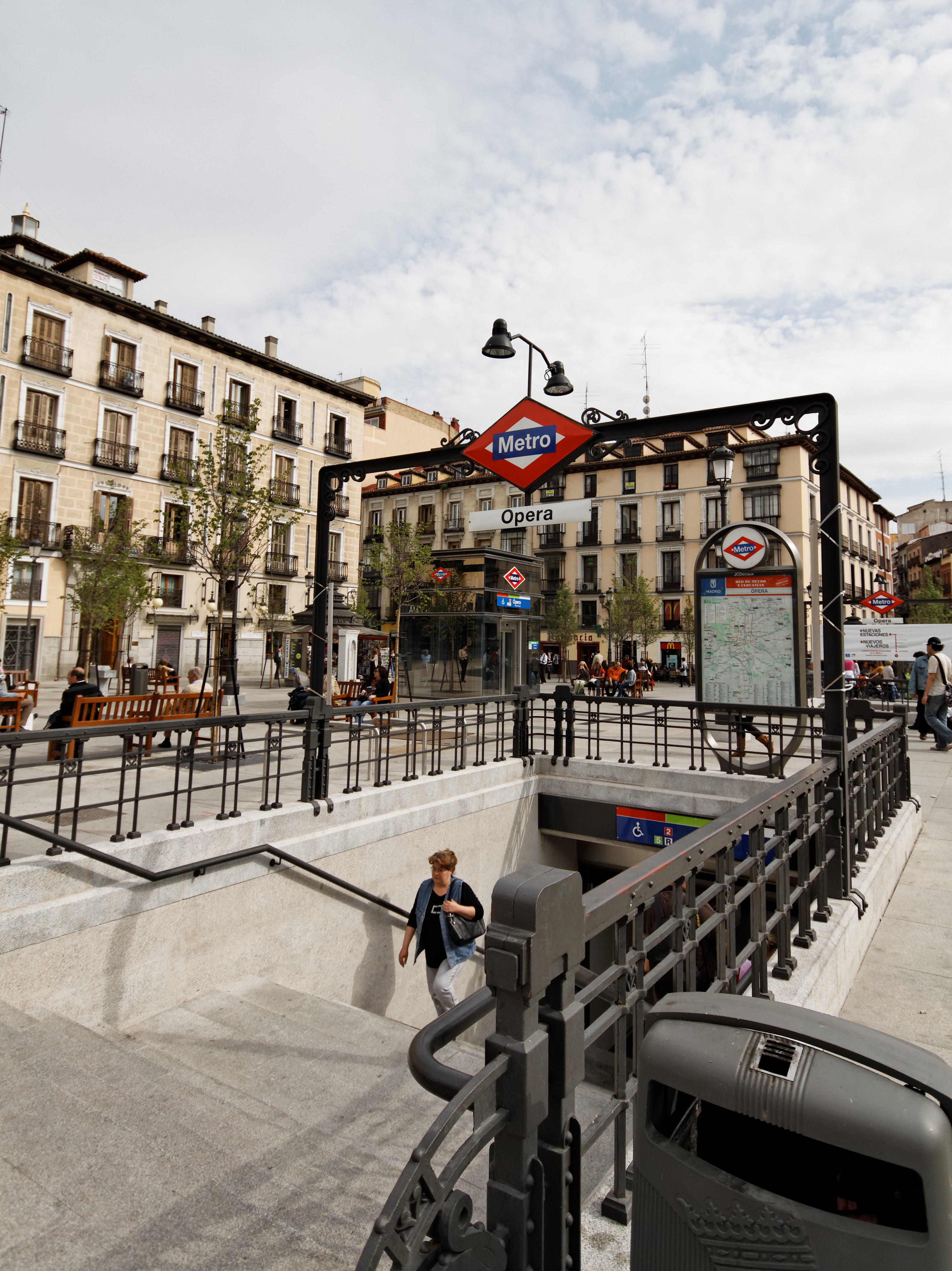
Vstup do stanice
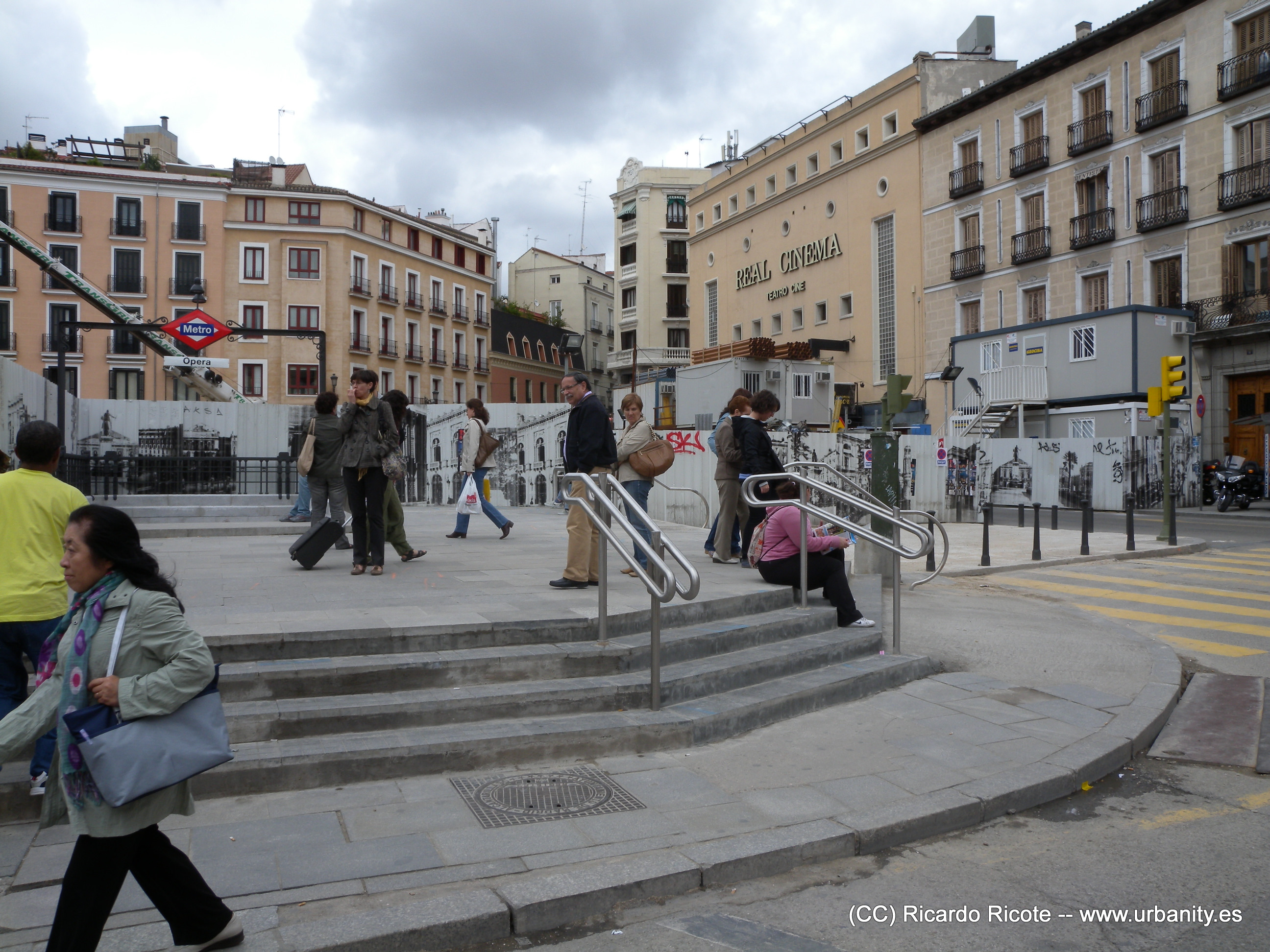
Vstup do stanice během rekonstrukce (2010)
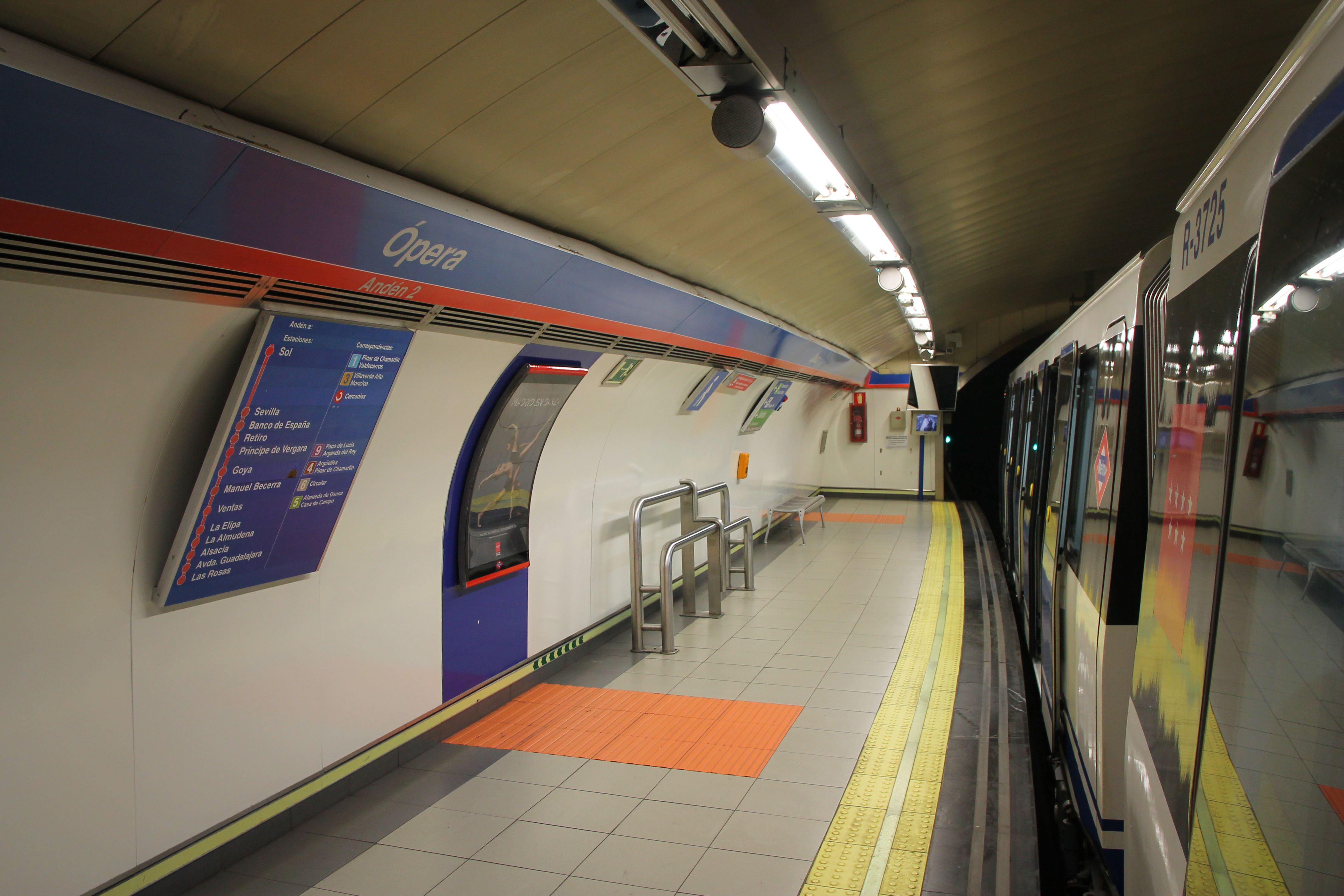
Nástupiště linky 2
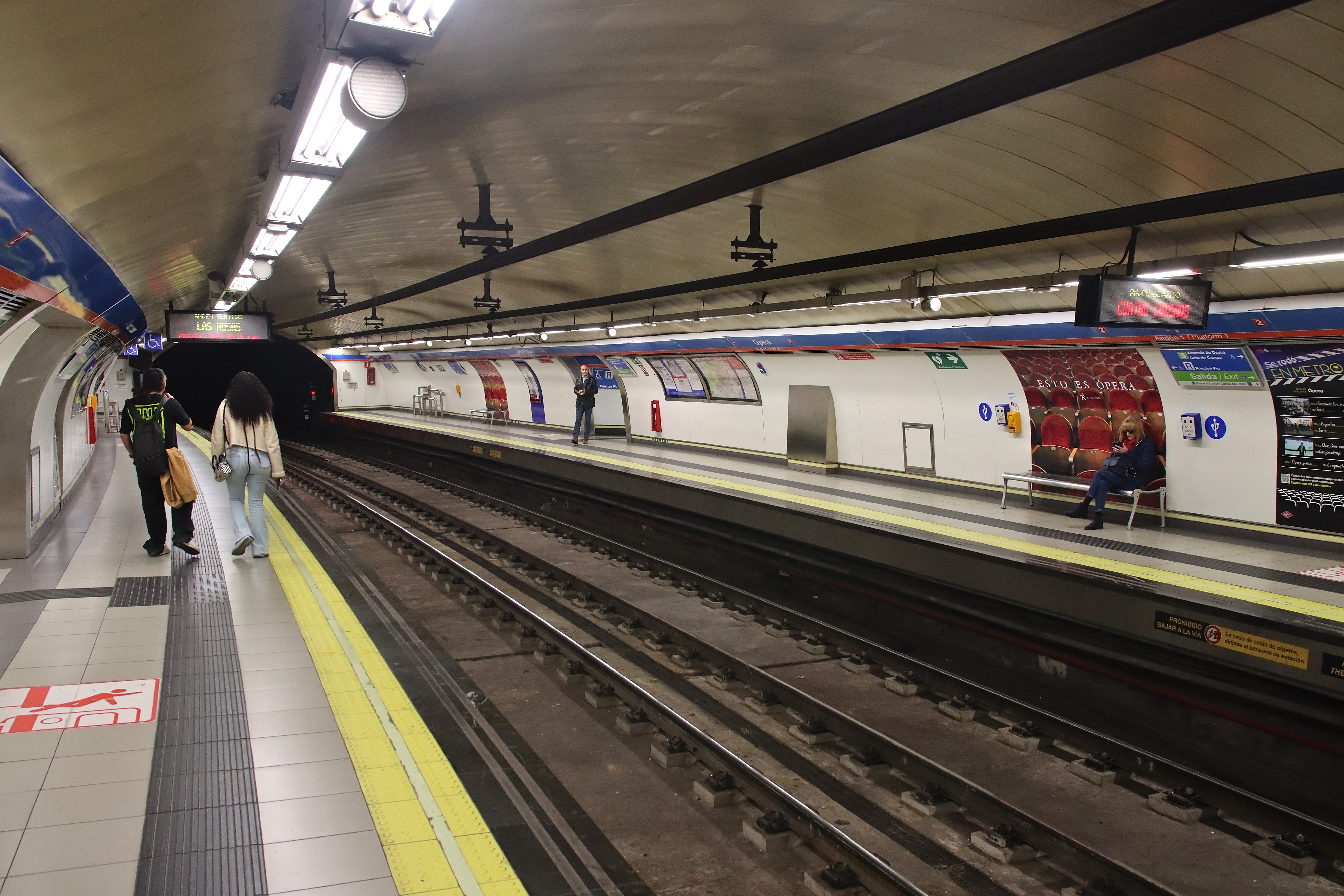
Nástupiště linky 2
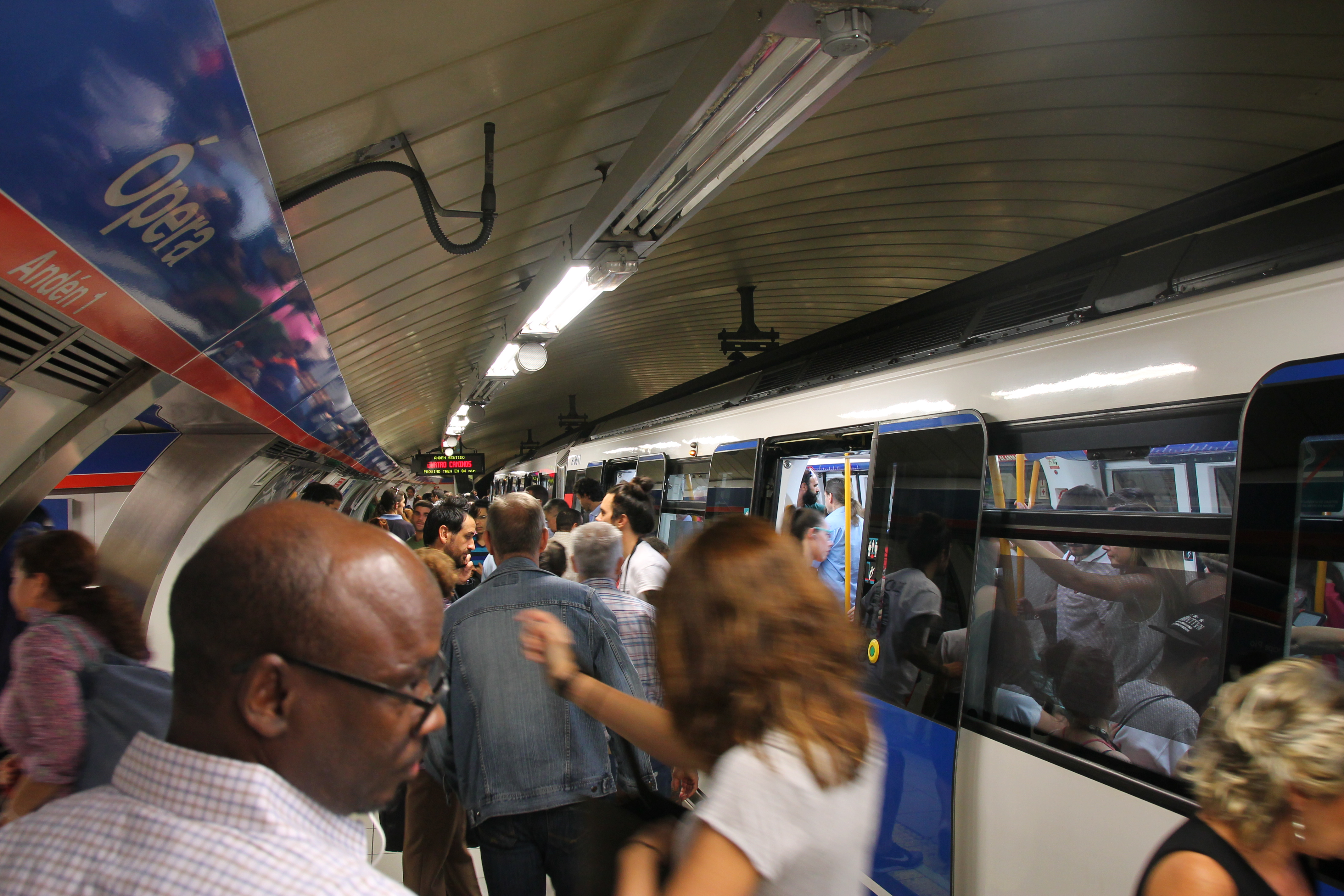
Nástupiště linky 2 v dopravní špičce
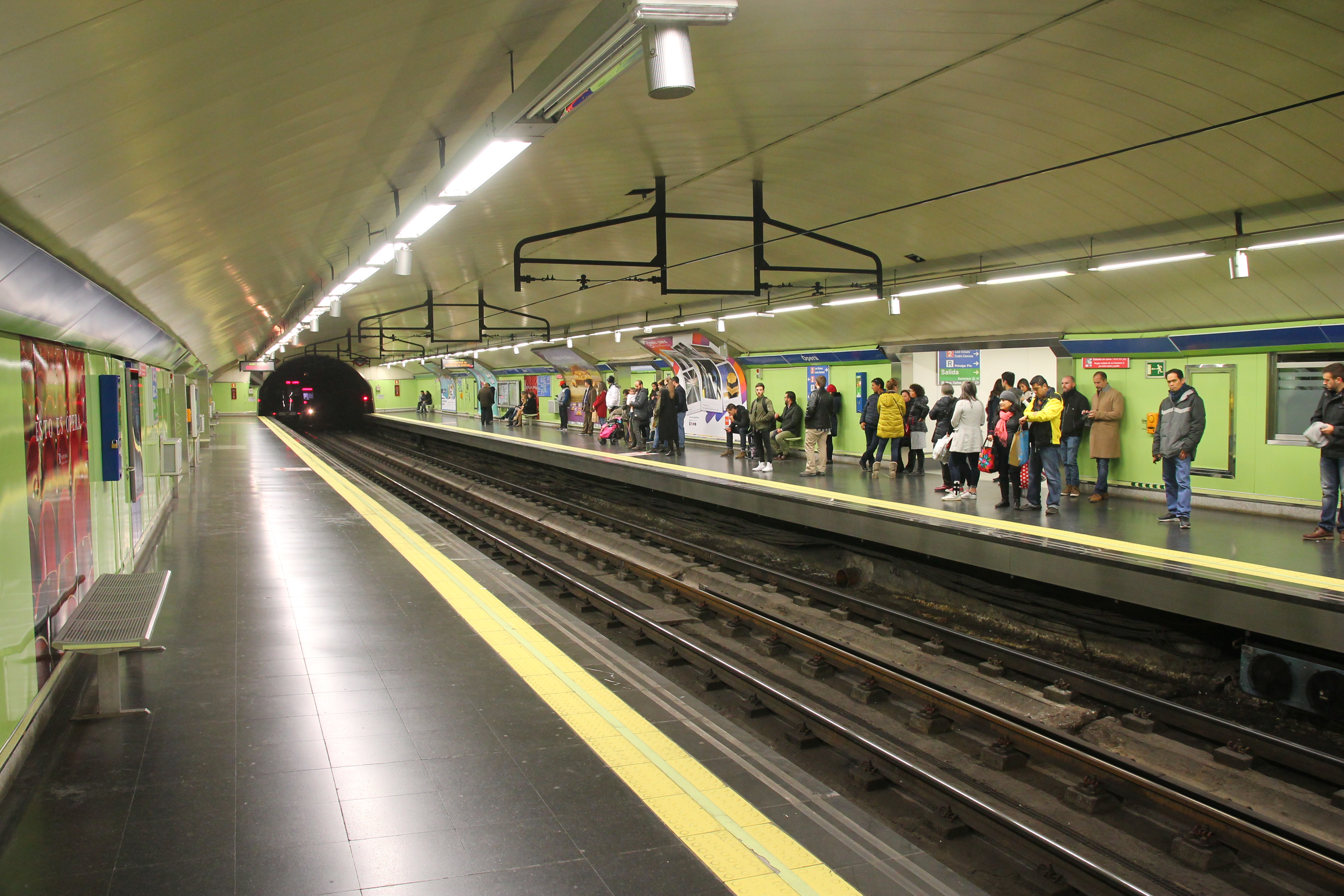
Nástupiště linky 5
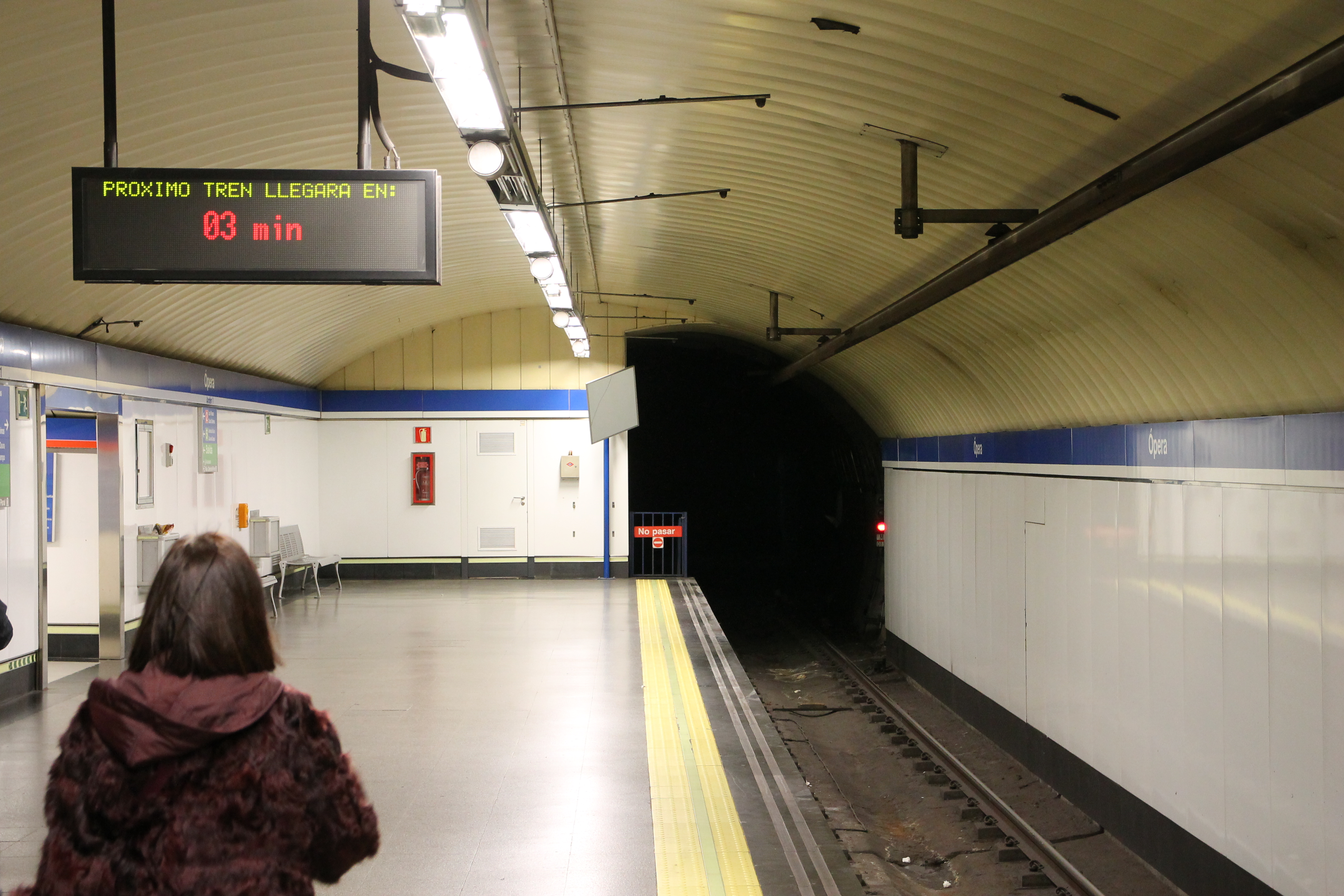
Nástupiště Ramalu
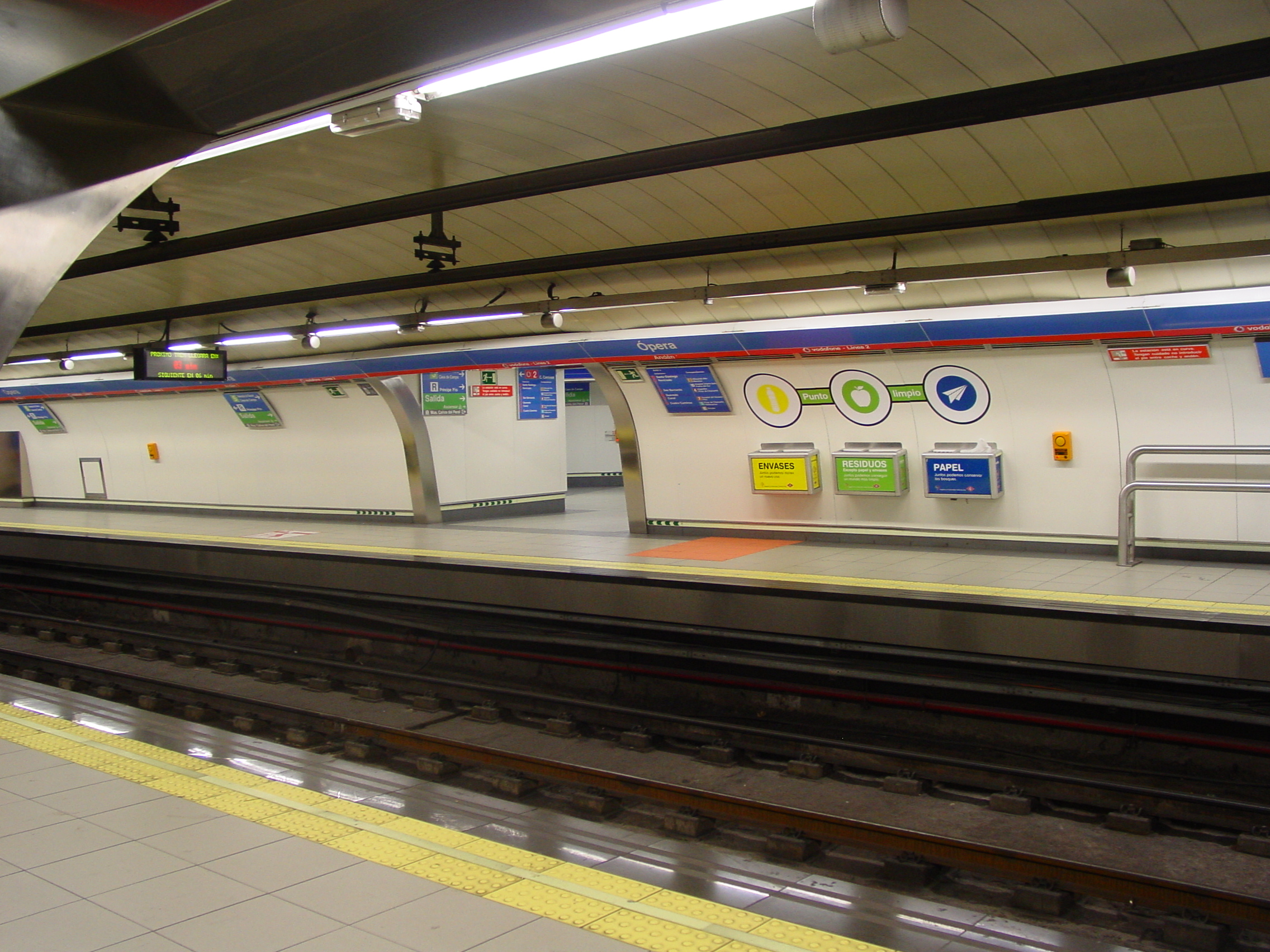
Nástupiště linky 2, průchod do stanice Ramalu je uprostřed
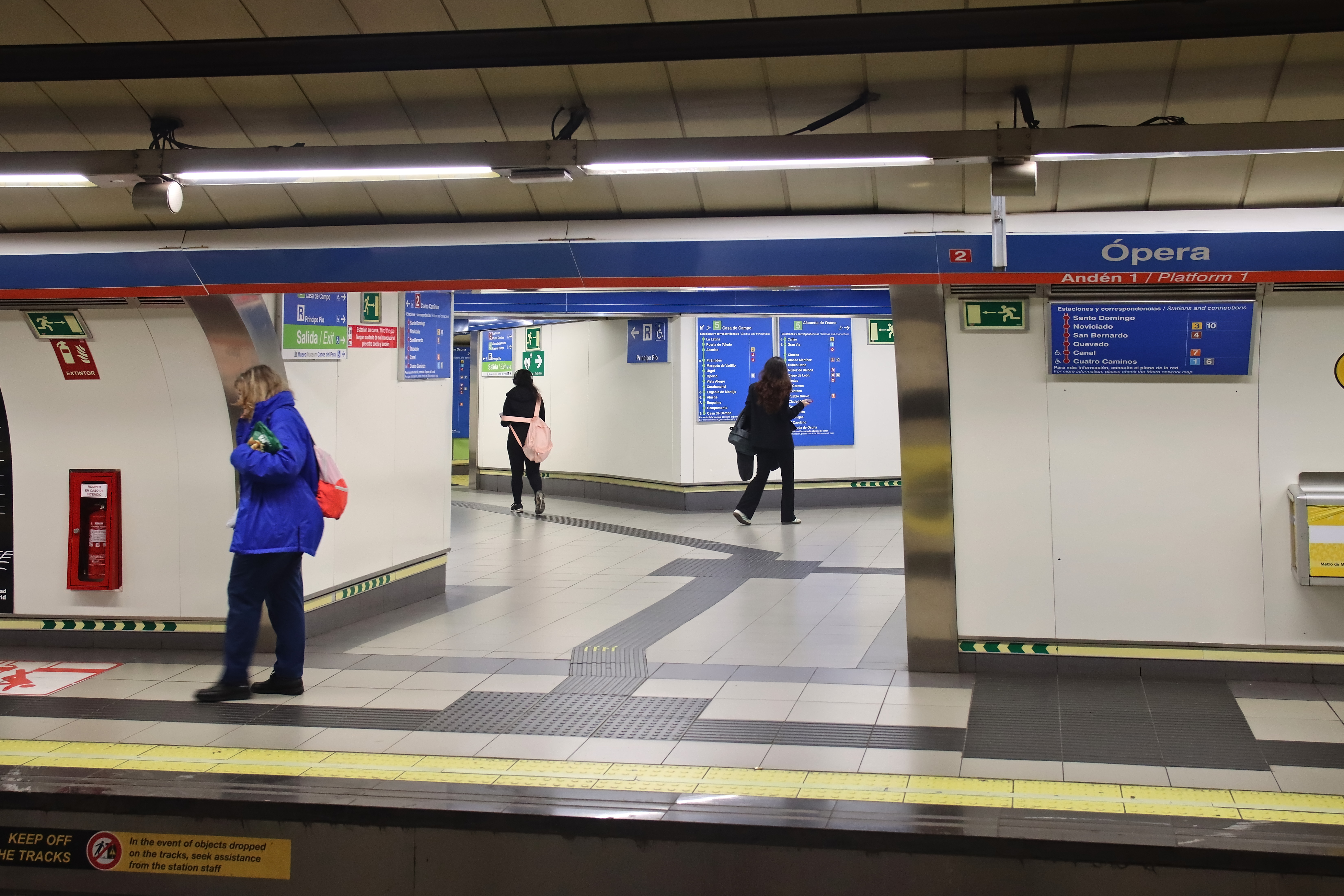
Přestup mezi nástupišti
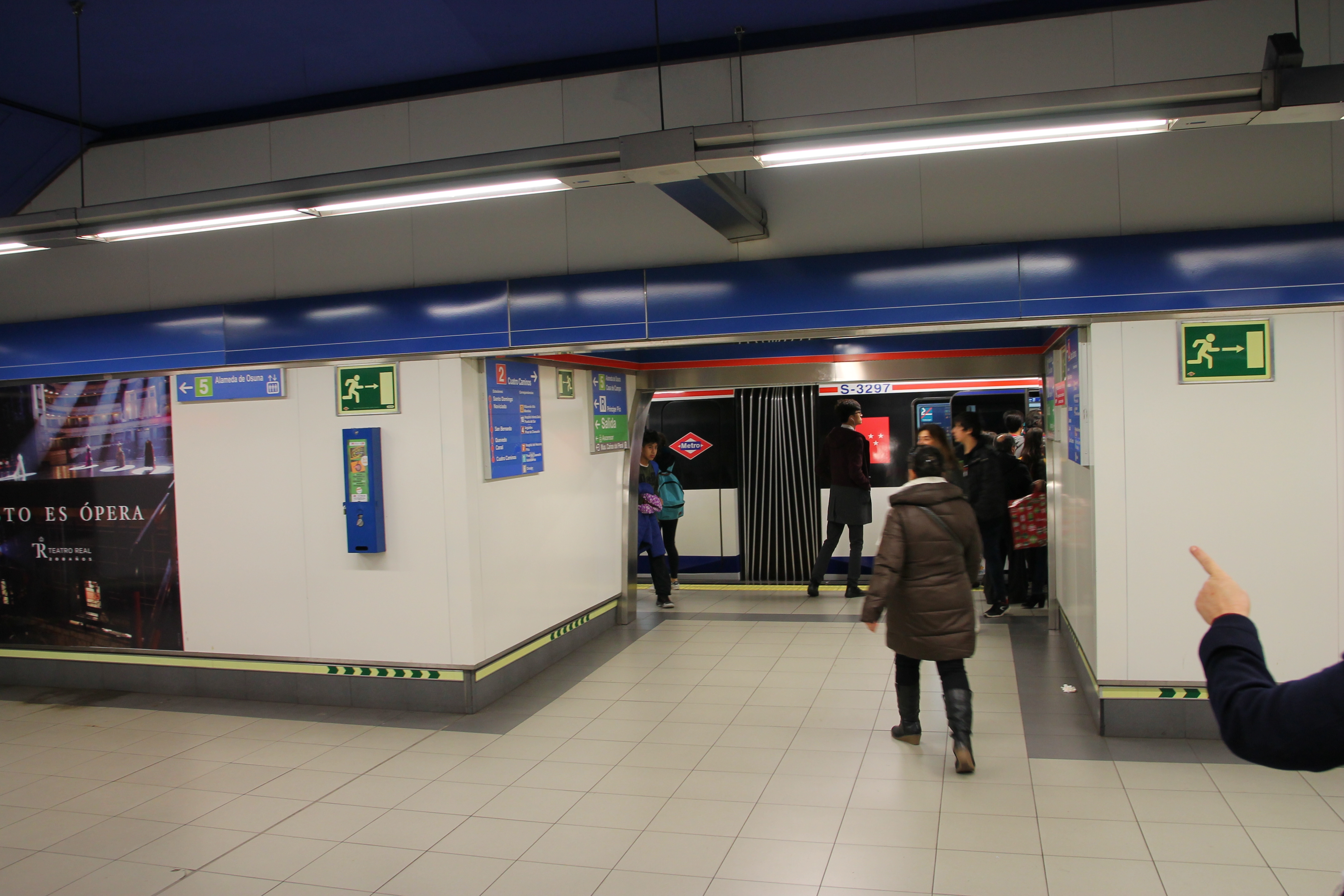
Průchod mezi stanicí linky 2 a Ramalu
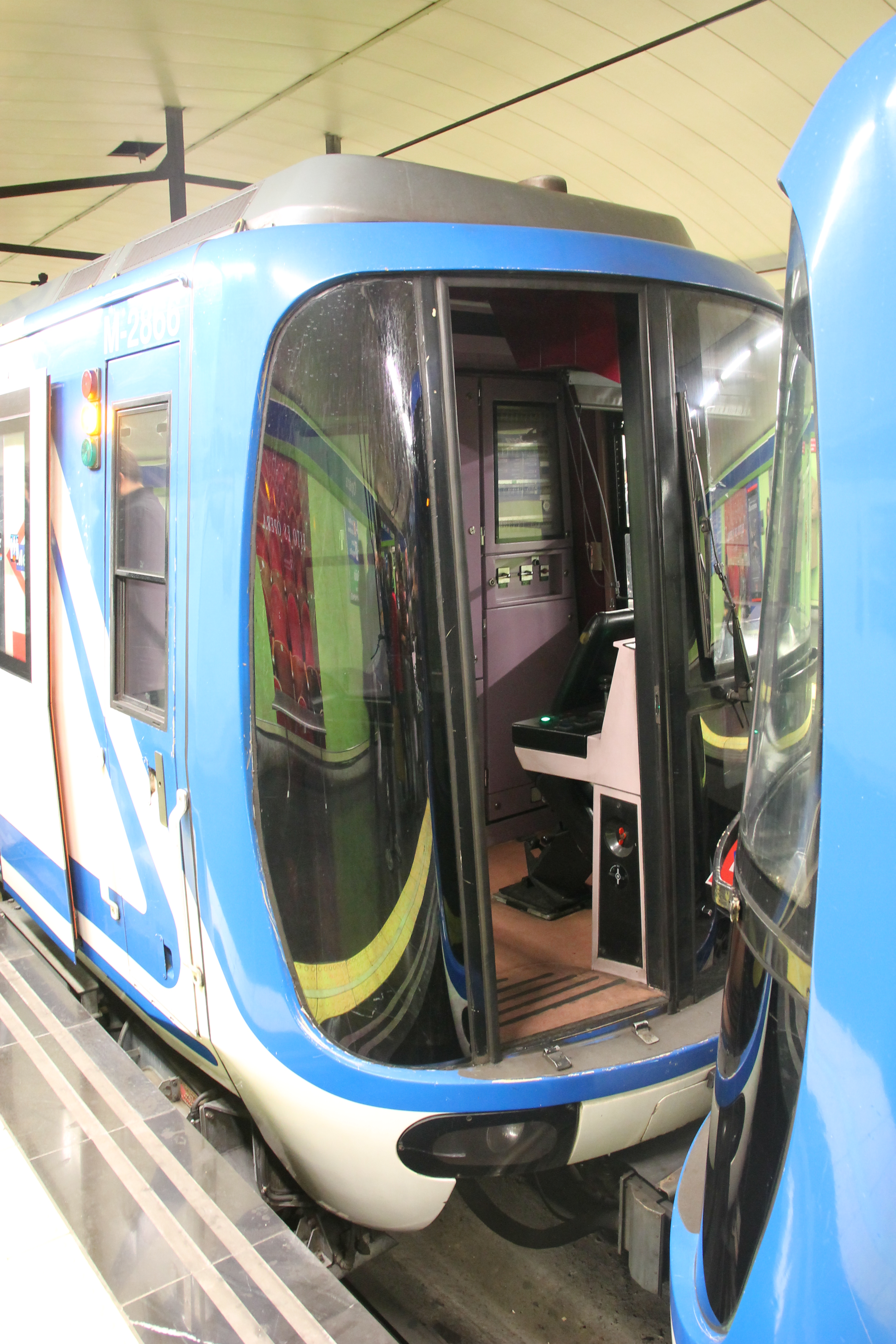
Vlak řady 2000B ve stanici linky 5
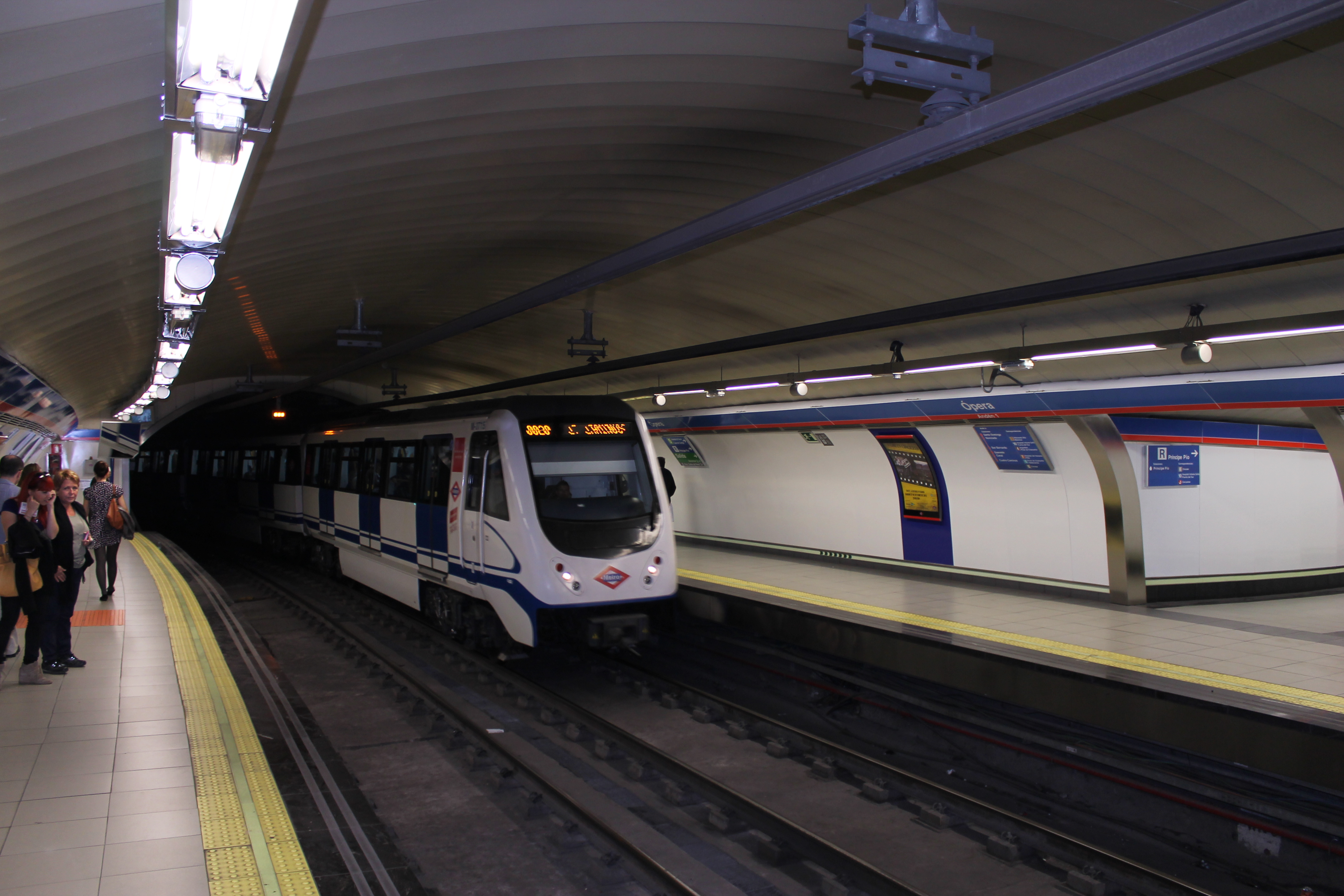
Vlak řady 3000 ve stanici linky 2
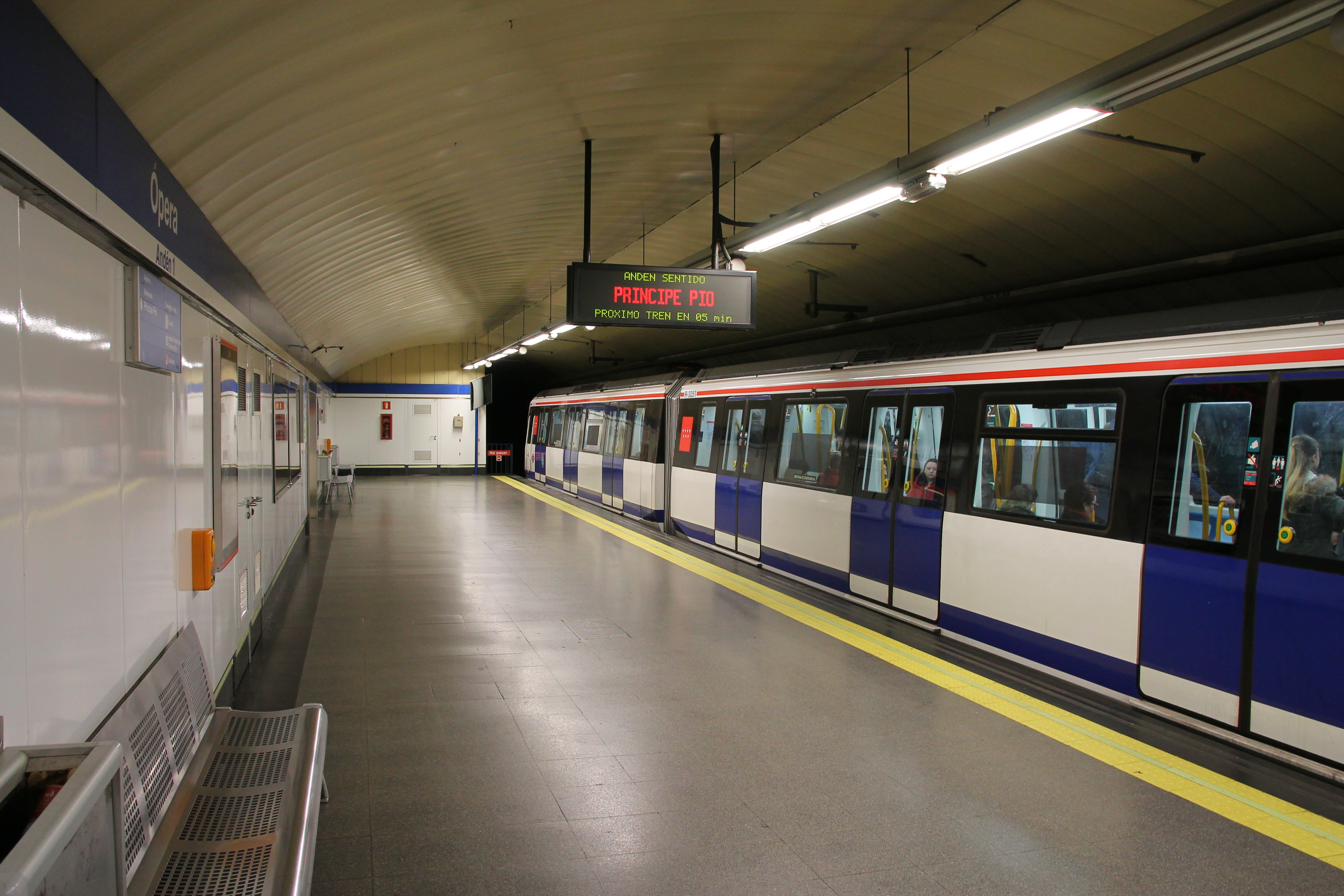
Vlak řady 3000 ve stanici Ramalu
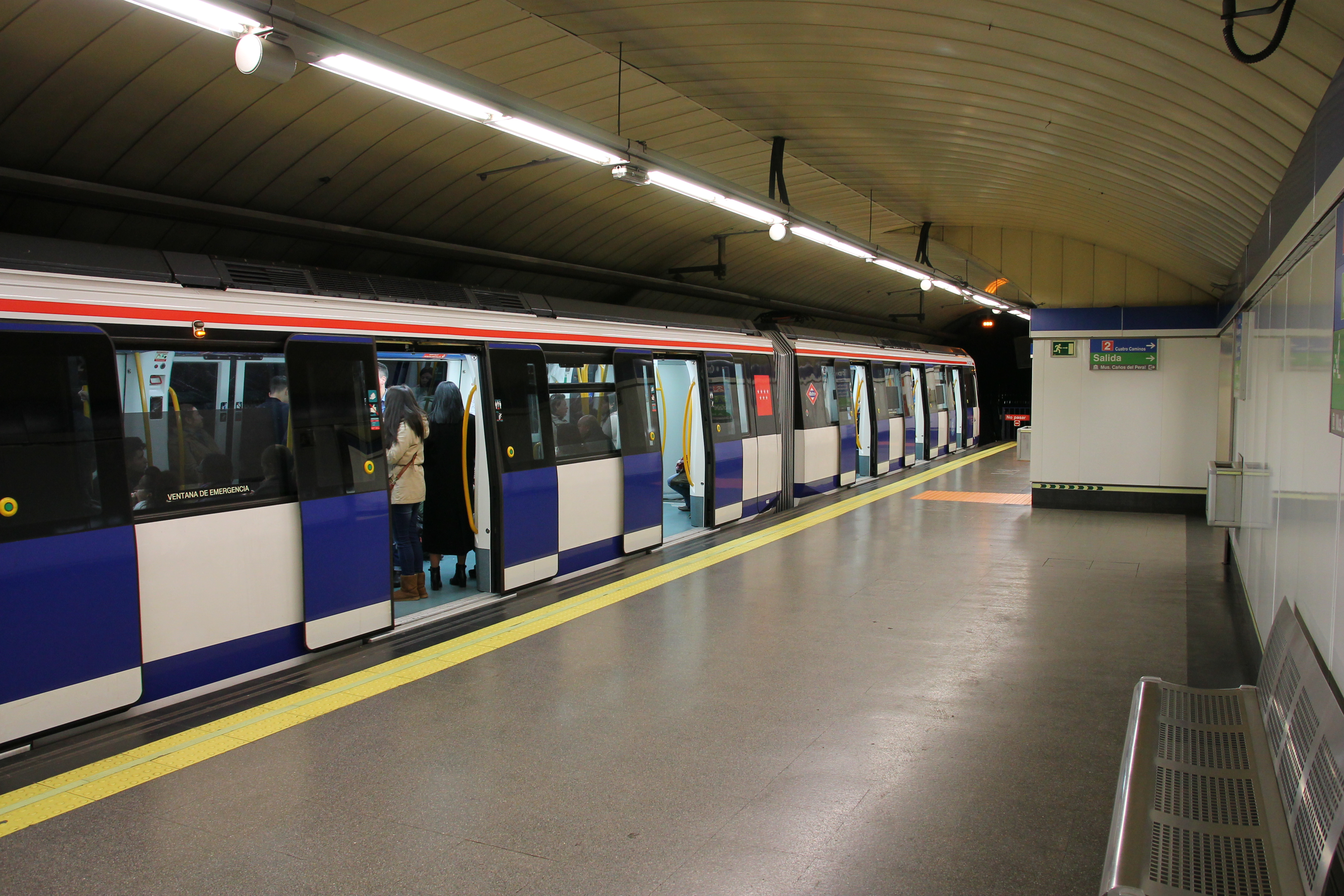
Vlak řady 3000 ve stanici Ramalu
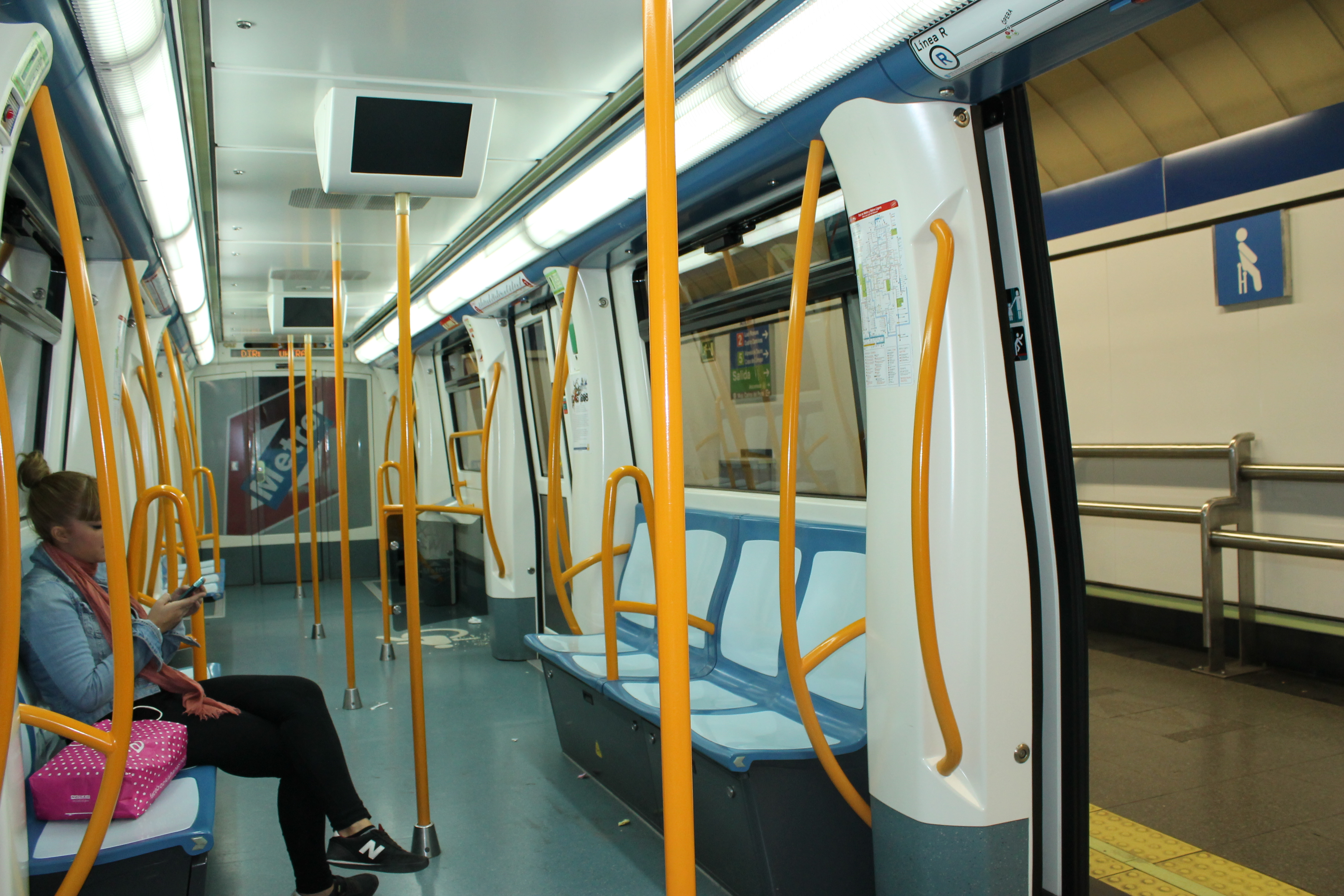
Interiér vlaku řady 3000 ve stanici
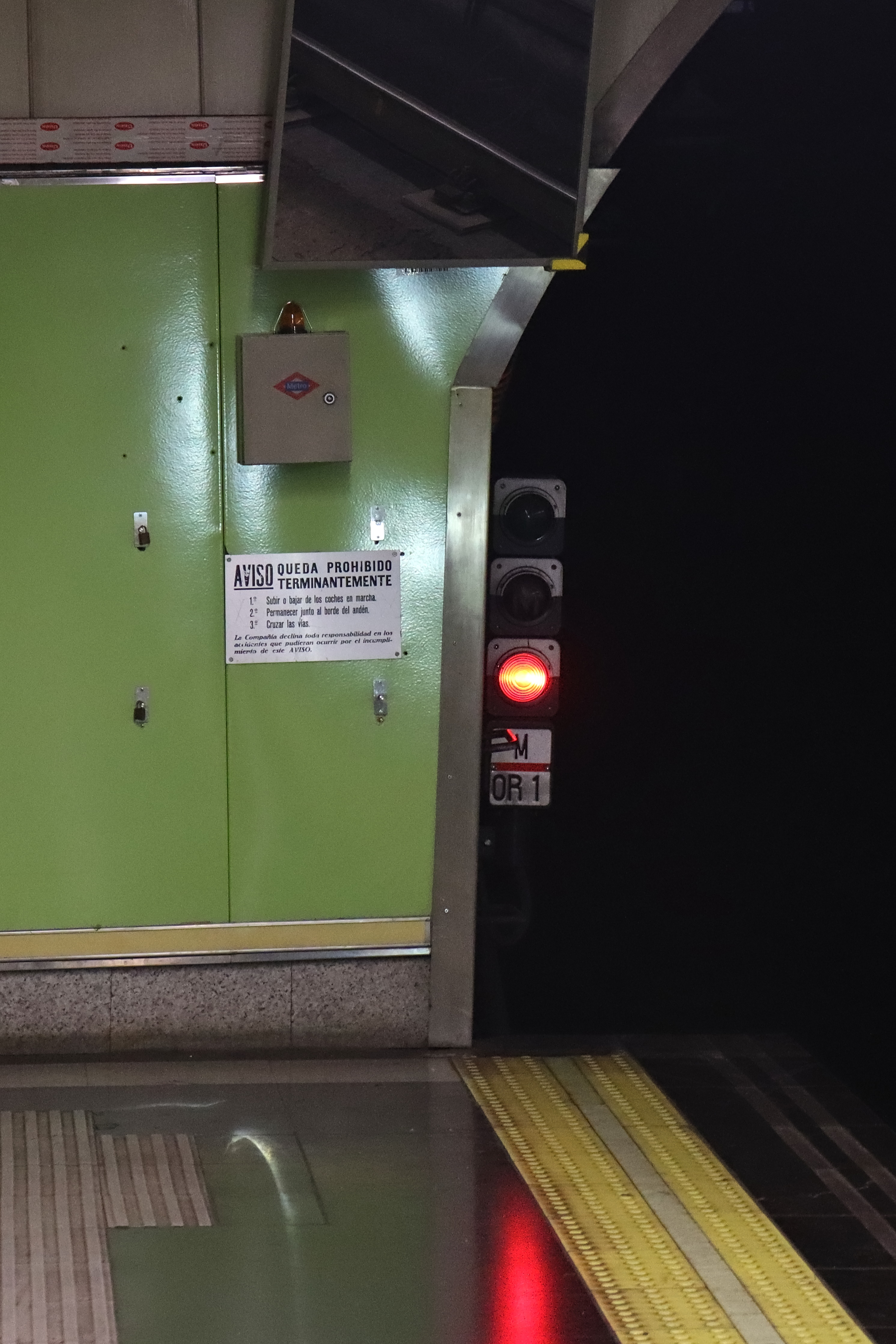
Návěstidlo na lince 5
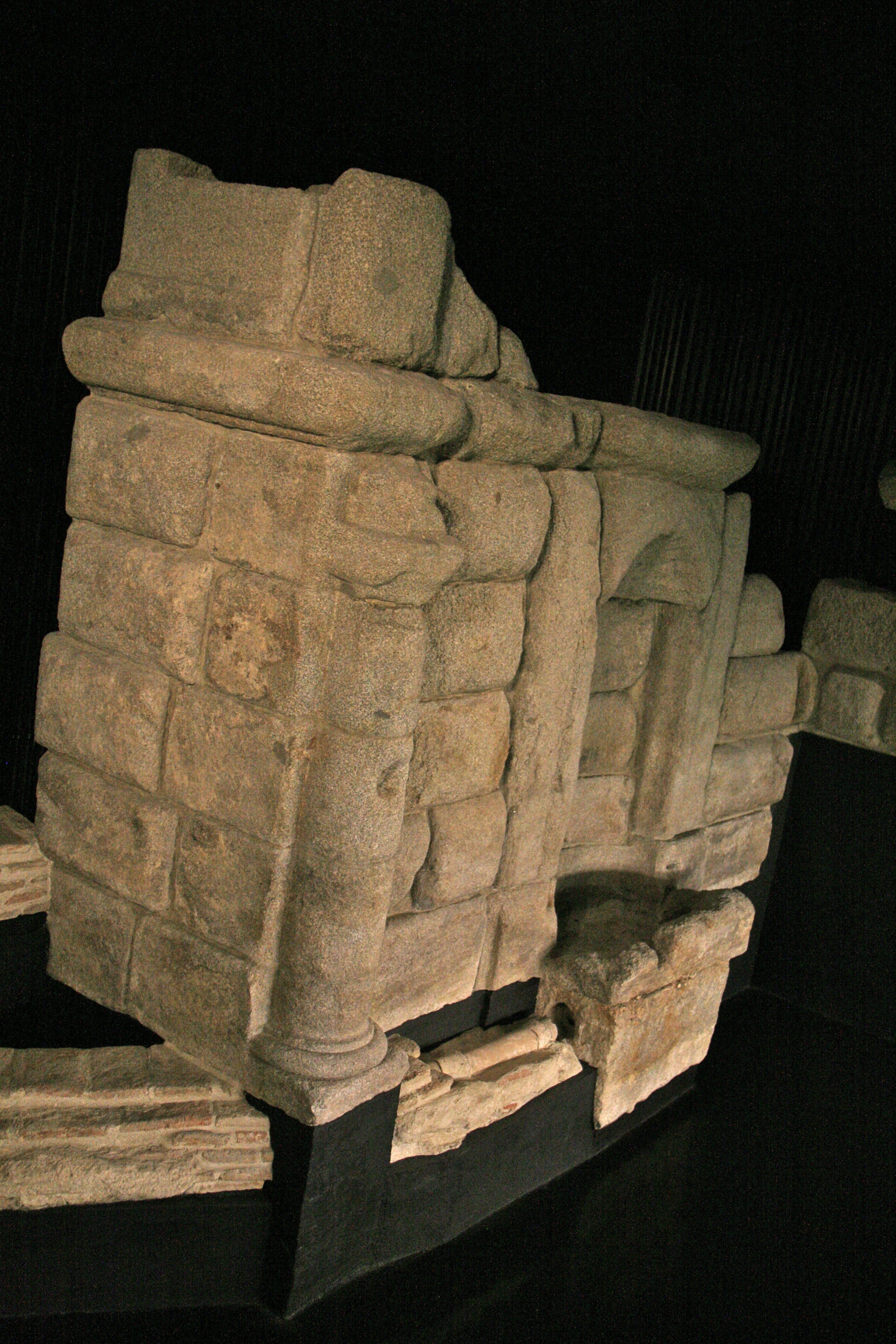
Studna Fuente de los Caños del Peral